# 청풍계
청풍계(淸風溪)는 인왕산 동북쪽에서 발원하는 하천으로, 현재는 계곡수가 유입되는 상류부를 제외하고 대부분 복개되었다. 뜻은 '맑은 바람이 부는 시내'다. 서울청운초등학교의 북쪽 모서리에서 청계천의 제1 상류인 백운동천과 합류한다. 조선 시대 한양의 명승지 중 하나였으며, 주희가 썼다고 전해지는 ‘백세청풍(百世淸風)’ 각자가 남아 있다. 백세청풍 각자 위쪽으로는 정주영 현대 그룹 창업자의 주택이 들어서 있다. 원래 이름은 청풍계(靑楓溪, 푸른 단풍나무 시내)였으나 선조가 어찰을 내린 후로 현재와 같게 변하였다. '청풍(淸風)'은 백이와 숙제의 영원한 충절을 표현한 '백세청풍'에서 유래한 말이다. 서울 한양도성을 흐르는 '청계천'의 이름이 유래한 것으로 추정된다. 청계천의 조선 때 이름은 '개천'이었으나, 1914~1915년 일제의 지명 개편 때 '청계천'으로 바뀌었다. 

## 같이 보기
- 장동팔경첩
- 정선 필 청풍계도
- 정선 필 청풍계지각